# Laabach (Poniglbach)
Der Laabach ist ein linksufriger Zufluss des Poniglbaches im österreichischen Bundesland Steiermark. Er entspringt in der Marktgemeinde Premstätten und durchfließt das südliche Grazer Feld parallel zum Kaiserwald.

## Verlauf
Der Laabach tritt am Otterwirtweg im Ortsteil Oberpremstätten an die Erdoberfläche. Laut Digitalem Atlas des Landes Steiermark reicht sein Einzugsgebiet im Norden bis zum Windorfer Teich. Nach dem ersten Laufkilometer verlässt der durchwegs begradigte Bach das Siedlungsgebiet und durchquert landwirtschaftliche Nutzflächen. Ab Bierbaum verläuft er in südsüdwestlicher Richtung parallel zur Kaiserwaldterrasse. Auf den Spätwiesen bei Zettling nimmt er drei episodische Zubringer, darunter den Alten Laabach, auf. In Kasten (Gemeinde Wundschuh) wird der Laabach wenige Meter entlang der Landesstraße 380 geführt, danach unterquert er die Trasse der Pyhrn Autobahn A 9 und mündet südlich vom Bahnhof Werndorf in den Poniglbach. Bei normaler Wasserführung versitzt der Bach nach Kasten.

## Flora und Fauna
Am Mittellauf des Baches besteht eine Sumpfwiese mit dem Fieberklee als häufigem Vertreter. Auf Torfmoosrasen eingebettet kam der Rundblättrige Sonnentau vor. Unter den Sumpfgräsern sind die Schwarzschopf-Segge, die Saum-Segge und in den Abzugsgräben die Fuchs-Segge, die neben Sträuchlein der Moorweide gedeiht, am häufigsten. In einem der gering wasserführenden Zuflüsse aus dem Kaiserwald wächst der Haarblättrige Hahnenfuß neben den für pleistozäne Böden typischen Ohr-Weide und Pfeifengräsern.
1995 entdeckten Zoologen am Laabach ein Vorkommen der Vogel-Azurjungfer. Der Bach und seine Zubringer bilden einen Ideallebensraum für diese Libellenart und beherbergen eine der bedeutendsten Populationen des Grazer Feldes. Die EU-Kommission schlug 2013 die Ausweisung eines Natura-2000-Schutzgebietes „Laabach bei Wundschuh“ vor. Die Vogel-Azurjungfer ist gemäß der Richtlinie 92/43/EWG (Fauna-Flora-Habitat-Richtlinie) unter Schutz gestellt, weshalb ihre Lebensräume im Hinblick auf Bach- und Böschungsgestaltung sowie Grabenräumungen mit besonderer Sorgfalt zu behandeln sind.

## Wasserqualität
Im ausgehenden 20. Jahrhundert sorgten sich einige Anrainer um die Wasserqualität des Baches. 1999 erging diesbezüglich eine schriftliche Anfrage des Nationalratsabgeordneten Andreas Wabl an den zuständigen Bundesminister Wilhelm Molterer. Ein Bewohner der Gemeinde Zettling klagte über verunreinigtes Brunnenwasser und vermutete einen Zusammenhang mit einer etwa 30 cm mächtigen, übelriechenden Schlammschicht am Grund des Baches. Wabl sah die Einleitung belasteter Abwässer durch die kommunale ARA in Unterpremstätten als Ursache. Die Bewilligung der Anlage sei durch den Gemeinderat erfolgt, obwohl der Laabach für eine dauerhafte Einleitung eine zu geringe Wasserführung aufweise und bei längeren Trockenperioden fast vollständig versiege. Laut einem Befund aus dem Jahr 1990 sei der Wasserlauf dann lediglich durch den Kläranlagenablauf sichergestellt.
Flussabwärts durchfließt der Bach den eiszeitlichen Schotterkörper, der der lokalen Wasserversorgung dient. Aufgrund der hohen Durchlässigkeit und geringen Speicherkapazität des Bodens könne ein Kontakt mit dem Grundwasser nicht ausgeschlossen werden, der vor allem bei starken Niederschlagsereignissen problematisch wäre. Weil der Bach in den 1960er-Jahren – im Bereich der ehemaligen Gemeinde Zettling ohne wasserrechtliche Bewilligung – künstlich eingetieft wurde, liege die Bachsohle bei hohem Grundwasserstand genau auf dem Niveau des örtlichen Grundwasserspiegels. Wabl ortete darin einen Verstoß gegen die in diesem Gebiet gültige Schongebietsverordnung. Umweltminister Molterer konnte sämtliche Bedenken nach Rücksprache mit der steirischen Landesregierung nicht teilen.